# Temple de Jupiter Stator
Ne doit pas être confondu avec Temple de Jupiter Stator (Cirque Flaminius) ou Temple de Romulus.
Le temple de Jupiter Stator est un temple romain qui, selon la tradition, a été voué par Romulus et dédié à Jupiter. Mais il n'est pas immédiatement construit, son édification en tant qu'aedes ne remonte qu'au début du IIIe siècle av. J.-C.

## Localisation
Le temple pourrait correspondre aux vestiges d'un grand podium rectangulaire découverts lors du démantèlement de la tour médiévale Turris Cartularia en 1829, juste au sud de l'arc de Titus, au sud de la Voie Sacrée, en face du Clivus Palatinus.
Selon une autre théorie, le temple de Jupiter et le temple de Romulus ne feraient qu'un. En effet, son emplacement correspond également aux indications de la tradition, soit tout de suite après l'archaïque porte du Palatin, la Porta Mugonia, à proximité de la Regia. Cette identification est en partie confirmée par les catalogues régionnaires constantiniens qui placent le temple de Jupiter Stator dans la Regio IV.

## Histoire

### Le vœu et le sanctuaire romuléen
L'épisode de cette tradition est narré de manière commune dans la littérature antique par plusieurs auteurs : Tite-Live, Cicéron, Denys d'Halicarnasse, Ovide, Florus, Plutarque, Tacite, Maurus Servius Honoratus  et les auteurs anonymes du De viris illustribus urbis Romae et du Servius Danielis. Il est soupçonné que le vœu de Romulus soit un doublon avec celui de Marcus Atilius Regulus,.
Selon Tite-Live, Romulus aurait voué un sanctuaire à Jupiter à un moment critique de l'affrontement opposant les Romains aux Sabins. Ces derniers ont pris possession du Forum et repoussé les Romains vers la Porta Mugonia. Alors que Romulus prononce son vœu, les fuyards romains s'arrêtent et se rassemblent pour reprendre le combat. L'épithète stator dériverait de stare qui peut se traduire par « arrêter »,.

« Entraîné lui-même par la multitude des fuyards, Romulus élève ses armes vers le ciel : « Jupiter, s'écrie-t-il, c'est pour obéir à tes ordres, c'est sous tes auspices sacrés qu'ici, sur le mont Palatin, j'ai jeté les fondements de cette ville. Déjà la citadelle, achetée par un crime, est au pouvoir des ennemis; eux-mêmes ont franchi le milieu du vallon, et ils avancent jusqu'ici. Mais toi, père des dieux et des hommes, repousse-les du moins de ces lieux ; rends le courage aux Romains, et suspends leur fuite honteuse. Ici même je te voue, sous le nom de Jupiter Stator, un temple, éternel monument du salut de Rome préservée par la protection puissante. » Il dit ; et, comme il eût senti sa prière exaucée : « Romains, poursuit-il, Jupiter très bon et très grand ordonne que vous vous arrêtiez et que vous retourniez au combat. » Ils s'arrêtent en effet, comme s'ils obéissaient à la voix du ciel. »

— Tite-Live, Histoire romaine, I, 12, 4-7

### Le temple républicain
Le templum consacré par Romulus ne semble pas avoir contenu d'ædes, c'est-à-dire d'un édifice abritant le lieu de culte. La construction du temple ne date que de 294 av. J.-C., après que Marcus Atilius Regulus a formulé un vœu comparable lors d'une bataille contre les Samnites. Selon Ovide, le dies natalis du temple est le 27 juin.
En 207 av. J.-C., un chœur de vingt-sept jeunes filles interprète devant le temple un hymne écrit par Livius Andronicus.

### La conjuration de Catilina
En novembre 63 av. J.-C., c'est dans ce temple que le consul Cicéron convoque le Sénat romain après avoir appris les détails de la conjuration de Catilina. Il prononce alors la première de ses Catilinaires commençant par ces mots : « Quousque tandem abutere, Catilina, patientia nostra ».

## Description
Si l'identification du temple avec les vestiges au sud de l'arc de Titus est correcte, le temple devait être prostyle hexastyle avec un pronaos allongé et une cella carrée.